# Brazi
Brazi là một xã thuộc hạt Prahova, România. Dân số thời điểm năm 2002 là 8544 người.